# Черношлемный калао
Черношлемный калао, или чёрная цератогимна, или пальмовая цератогимна (лат. Ceratogymna atrata) — вид птиц-носорогов.

## Описание
Самцы длиной 81 см, самки достигают длины 76 см. Оперение чёрное, концы крыльев и вершина хвоста белые. У основания согнутого книзу клюва имеется рогатый вырост. У самца чёрная голова и шея и голубоватые кожистые отростки ниже клюва. Голова и шея самки красно-бурого цвета.

## Распространение
Обитает в тропической Африке от Гвинеи до бассейна Конго. Птицы населяют, прежде всего, дождевые леса, предпочитая держаться вблизи плодоносящих деревьев. Черношлемный калао питается исключительно плодами масличной пальмы и его ареал нигде не выходит за пределы области её произрастания.

## Размножение
Пары моногамные. Самка гнездится только в дупле дерева. Она заделывает дупло вплоть до небольшой щели, чтобы защитить себя и выводок от хищников. Самец снабжает свою партнёршу и птенцов кормом.